# Bea Fernández
Beatriz Fernández Soto (San Fernando de Henares, 25 de mayo de 2004), más conocida como Bea Fernández, es una cantante y compositora española que saltó a la fama por participar en la duodécima edición de Operación Triunfo.

## Biografía
Nació en 2004 en San Fernando de Henares y es la menor de dos hermanas.
Desde muy pequeña recibió clases de música y movimiento. Antes de entrar a Operación Triunfo 2023, estudiaba el grado de Magisterio en Educación Primaria en la Universidad Complutense de Madrid y daba clases de iniciación de música y piano a niños.

## Trayectoria
En noviembre de 2023 se convirtió en uno de los concursantes oficiales de Operación Triunfo 2023 después de cantar «Never can say goodbye» de Gloria Gaynor en la Gala 0, donde recibió el apoyo unánime del jurado. Durante su paso por la academia de música Fernández destacó por la interpretación de «Walk Like an Egyptian», «Se Acabó», «Unholy», «Only You» o «River Deep, Mountain High». En febrero de 2024 fue expulsada del concurso en las semifinales, quedando en séptima posición.
Al terminar el concurso participó junto con sus quince compañeros de Operación Triunfo en una gira de conciertos por diez ciudades españolas.
En marzo de 2024 se publicó «Sigo aquí», un primer sencillo bajo el sello de Universal Music Group donde Bea escribe una carta a su yo del pasado.
En mayo de 2024 fue pregonera de las fiestas de San Fernando de Henares.
A principios de septiembre de 2024 Atresmedia publicó el primer avance de Mariliendre, una serie musical de televisión dirigida por Javier Ferreiro y producida por Javier Ambrossi y Javier Calvo, en la que Fernández pone la voz cantada a la actriz Blanca Martínez. Poco después Fernández lanzó su segundo sencillo, «Margaritas en tu pelo», una canción de desamor cuyo videoclip está protagonizado por ella misma y la actriz Sara Lendines. A finales de septiembre se estrenó un documental de Prime Video que recoge el paso de Bea Fernández por el concurso de música, así como el concierto que dio junto con sus compañeros en el WiZink Center de Madrid.
A finales de octubre de 2024 lanzó «La Vida Cambia», un sencillo donde reflexiona sobre el paso del tiempo. En noviembre de 2024 anunció Mil Formas de Volver A Mi, su mi primer EP tras su paso Operación Triunfo, con un total de cinco canciones. El lanzamiento de este primer EP estuvo acompañado por una pequeña gira de conciertos por territorio español.

## Discografía

### Álbumes y EP
- 2024: Mil Formas de Volver A Mi

### Sencillos
- «Sigo aquí» (2024)
- «Margaritas en tu pelo» (2024)
- «La Vida Cambia» (2024)
- «Quiero Más» (2025)

### Bandas sonoras
| Año  | Canción                                                                                       | Detalles                |
| ---- | --------------------------------------------------------------------------------------------- | ----------------------- |
| 2025 | «Que el ritmo no pare»                                                                        | Mariliendre: Capítulo 1 |
| 2025 | «Amén» (con Martin Urrutia, Carlos González, Nina, Omar Ayuso y Yenesi)                       | Mariliendre: Capítulo 1 |
| 2025 | «Te quiero más» (con Martin Urrutia)                                                          | Mariliendre: Capítulo 1 |
| 2025 | «Yo quiero bailar» (con Martin Urrutia, Carlos González, Omar Ayuso y Yenesi)                 | Mariliendre: Capítulo 1 |
| 2025 | «Psicofonía» (con Ricky Merino, Carlos Marco y Christian Sánchez)                             | Mariliendre: Capítulo 1 |
| 2025 | «Dime»                                                                                        | Mariliendre: Capítulo 1 |
| 2025 | «Lo haré por ti» (con Martin Urrutia)                                                         | Mariliendre: Capítulo 2 |
| 2025 | «Toma vitamina» (con Martin Urrutia, Carlos González, Omar Ayuso y Yenesi)                    | Mariliendre: Capítulo 2 |
| 2025 | «Toma vitamina, casa Saul» (con Carlos González y Mariano Peña)                               | Mariliendre: Capítulo 2 |
| 2025 | «Ella» (con Carlos González)                                                                  | Mariliendre: Capítulo 2 |
| 2025 | «Puede ser» (con Martin Urrutia, Carlos González, Omar Ayuso, Yenesi y Álvaro Jurado)         | Mariliendre: Capítulo 3 |
| 2025 | «La noche es para mí» (con Soraya Arnelas)                                                    | Mariliendre: Capítulo 3 |
| 2025 | «En qué estrella estará» (con Omar Ayuso)                                                     | Mariliendre: Capítulo 3 |
| 2025 | «En qué estrella estará - versión coro» (con coro de hombres gay de Madrid)                   | Mariliendre: Capítulo 3 |
| 2025 | «Cuando tú vas» (con Martin Urrutia y Jorge Silvestre)                                        | Mariliendre: Capítulo 4 |
| 2025 | «Blanco y negro» (con Mariano Peña y Nina)                                                    | Mariliendre: Capítulo 5 |
| 2025 | «Retorciendo palabras» (con Martin Urrutia)                                                   | Mariliendre: Capítulo 5 |
| 2025 | «Todo por un sueño» (con Martin Urrutia, Carlos González, Omar Ayuso, Yenesi y Álvaro Jurado) | Mariliendre: Capítulo 5 |
| 2025 | «Soy yo + Dime» (con Martin Urrutia, Carlos González, Omar Ayuso, Yenesi y Álvaro Almodóvar)  | Mariliendre: Capítulo 6 |

## Giras

### Conjuntas
- 2024: Operación Triunfo 2023 en concierto

### En solitario
- 2025: Mil Formas de Volver A Mí Tour

## Filmografía

### Televisión
| Año       | Título                 | Canal       | Notas                        |
| --------- | ---------------------- | ----------- | ---------------------------- |
| 2023-2024 | Operación Triunfo 2023 | Prime Video | Concursante - 10.ª expulsada |
| 2024      | OT23: La gira          | Prime Video | Protagonista                 |
| 2024      | Masterchef Celebrity   | La 1        | Invitada, actuación          |

### Series
| Año  | Título      | Canal       | Rol                                  |
| ---- | ----------- | ----------- | ------------------------------------ |
| 2025 | Mariliendre | Atresplayer | Voz cantada - actriz Blanca Martínez |